# Gusanagyugh
Gusanagyugh là một đô thị thuộc tỉnh Shirak, Armenia. Dân số ước tính năm 2011 là 1056 người.